# 白玉堂之局外局
《白玉堂之局外局》是2013年中国武侠电视剧，根据2006年谈歌的小说《新白玉堂傳奇》改编。徐洪浩饰演包公故事中北宋时期的侠客锦毛鼠白玉堂。许多人物来自清末小说《七侠五义》和杨家将的故事，但本剧剧情是新编的。
本剧2013年1月30日在马来西亚TVBS-Asia首播，2013年3月3日在台湾首播。

## 演员表
- 徐洪浩 饰 白玉堂
- 张璇 饰 贺婷
- 张澎澎 饰 曹肃女
- 刘晓洁 饰 小红
- 陈小春 饰 韦率先
- 斯琴高娃 饰 穆桂英
- 鲍国安 饰 包拯
- 倪大红 饰 陈臻
- 侯勇 饰 宋全
- 袁苑 饰 司马鹰
- 王劲松 饰 公孙策
- 傅程鹏 饰 展昭
- 徐海为 饰 莫展星
- 尚大庆 饰 卢方
- 张叔平 饰 韩彰
- 杨大鹏 饰 徐庆
- 金扬 饰 蒋平
- 贺镪 饰 杨宗保
- 罗广兴 饰 孟良
- 肖国光 饰 焦赞